# Jean Guisnel
Pour les articles homonymes, voir Guisnel.
Jean Guisnel, né le 8 septembre 1951 à Rennes (Ille-et-Vilaine), est un journaliste français, spécialiste des questions militaires.

## Biographie
Élève de l'École normale d'instituteurs de Rennes (1971-1972), il participe au lancement de l'agence de presse Libération (APL), puis il quitte l'enseignement pour participer à la création du journal quotidien Libération.
Il est successivement envoyé spécial et journaliste au service politique de Libération, puis rédacteur en chef adjoint à partir de 1991.
Il quitte le journal en 1996 pour entrer au Point, où il traite des questions de défense et des nouvelles technologies.
Spécialiste des questions militaires et de renseignement, Jean Guisnel a été auditeur de l'Institut des hautes études de Défense nationale, et professeur associé à l’École spéciale militaire de Saint-Cyr de 1999 à 2005 (chargé du cours de l'histoire de la presse).
Il est membre du jury du Prix littéraire de l'armée de terre - Erwan Bergot.

## Publications
- Services secrets : le pouvoir et les services de renseignement sous la présidence de François Mitterrand, avec Bernard Violet, éd. La Découverte, 1988  (ISBN 2-7071-1785-4).
- Les Généraux : enquête sur le pouvoir militaire en France, éd. La Découverte, Collection Enquêtes, 1990  (ISBN 2-7071-1983-0). Nouvelle édition revue et augmentée : Collection Poche essais, 1997,  (ISBN 2-7071-2716-7).
- Charles Hernu ou La République au cœur, éd. Fayard, 1993  (ISBN 2-213-02715-3).
- Guerres dans le cyberespace : services secrets et Internet, éd. La Découverte, Collection Enquêtes, 1995  (ISBN 2-7071-2502-4).
- Au cœur du secret : 1 500 jours aux commandes de la DGSE (1989-1993), avec Claude Silberzahn, éd. Fayard, 1995  (ISBN 2-213-59311-6).
- Libération, la biographie, éd. La Découverte, collection Enquêtes, 1999 (Prix du livre politique)  (ISBN 2-7071-2948-8). Rééd. Dans la collection Poche essais, 2003  (ISBN 2-7071-4077-5).
- Les pires amis du monde. Les relations franco-américaines à la fin du XXe siècle, éd. Stock, 1999 (Prix de la fondation France-Amérique)  (ISBN 2-234-05075-8).
- Être juste, justement avec Marylise Lebranchu, éd. Albin Michel, 2001,  (ISBN 2-226-13052-7).
- La citadelle endormie. Faillite de l´espionnage américain, éd. Fayard, 2002  (ISBN 2-213-61178-5).
- L´effroyable mensonge : thèse et foutaises sur les attentats du 11 septembre, avec Guillaume Dasquié, éd. La Découverte, Collection Cahiers libres, 2002  (ISBN 2-7071-3825-8).
- Bush contre Saddam : l'Irak, les faucons et la guerre, éd. La Découverte, Collection Cahiers libres, 2003  (ISBN 2-7071-3482-1).
- Délires à Washington : Les citations les plus terrifiantes des faucons américains, textes réunis et présentés par Jean Guisnel, traduction de l'anglais par Isabelle Taudière, éd. La Découverte, Collection Cahiers libres, 2003  (ISBN 2-7071-4139-9).
- Histoire secrète de la Ve République sous la direction de Roger Faligot et Jean Guisnel avec Rémi Kauffer, Renaud Lecadre, François Malye [et al.], éd. La Découverte, Collection Cahiers libres, 2006  (ISBN 2-7071-4902-0).
- Armes de corruption massive : secrets et combines des marchands de canons, Paris, La Découverte, 2011, 391 p. (ISBN 978-2-7071-5307-4).
- Roger Faligot et Rémi Kauffer, Histoire politique des services secrets français, Paris, La Découverte, coll. « Poche / Essais, », 2013, 738 p. (ISBN 978-2-7071-7771-1 et 9782707178565).
- avec Bruno Tertrais, Le Président et la Bombe, Odile Jacob, 2016.
- Histoire secrète de la DGSE, Paris, Robert Laffont, 2019, 378 p. (ISBN 978-2-221-24028-1).

## Prix
- Prix Brienne du livre géopolitique 2016.